# Schraublinie (Darstellende Geometrie)

Schraublinie:
links- bzw. rechtsgängig

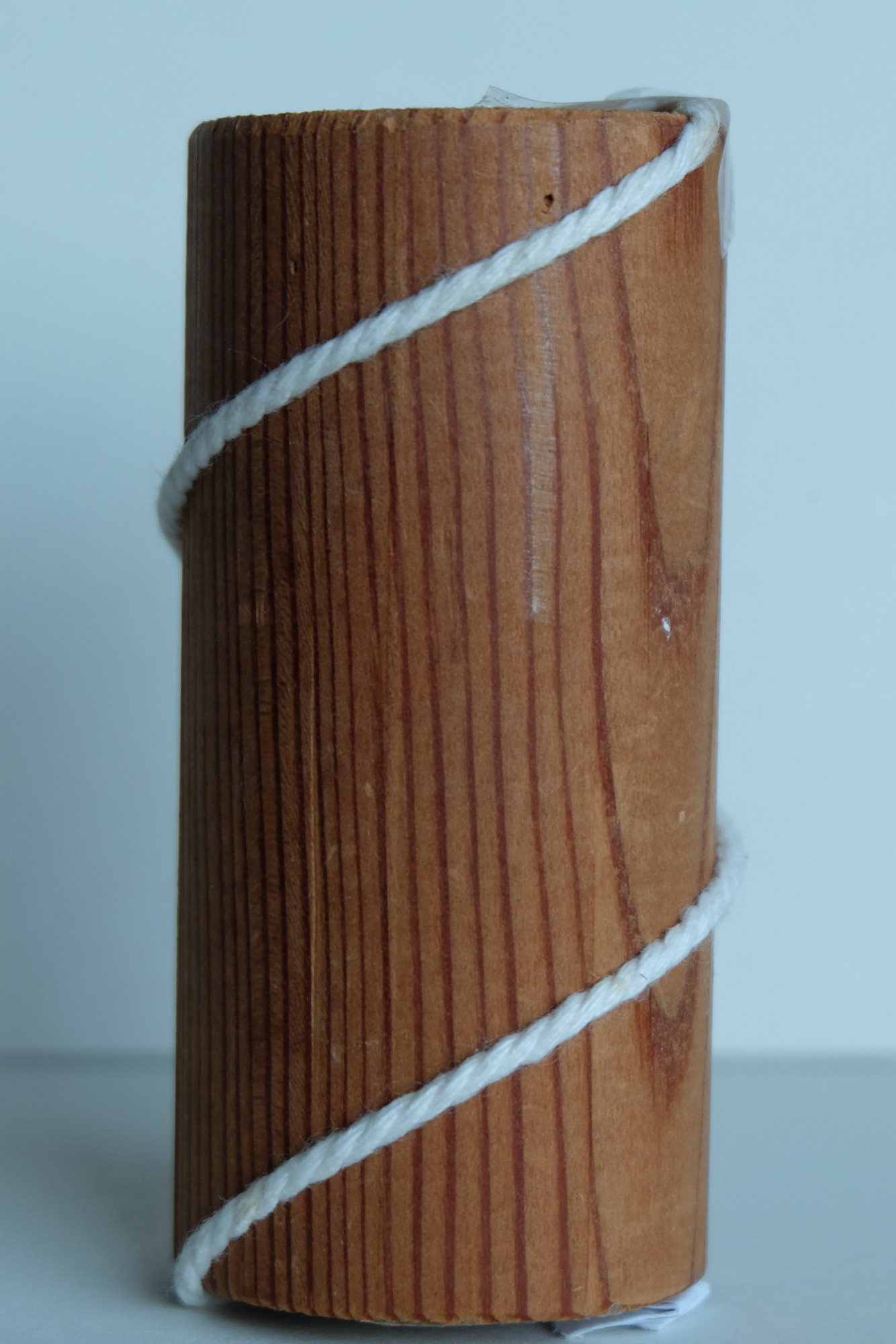
Schraublinie:
um einen Zylinder gewickelter Faden

Eine Schraublinie, auch Schraubenlinie oder Helix genannt, ist in der Geometrie eine Kurve im 3-dimensionalen Raum, die durch eine Kombination von Drehung (Rotation) und Verschiebung (Translation) entlang der Rotationsachse entsteht. Schraublinien spielen in der Darstellenden Geometrie eine wichtige Rolle bei der Darstellung von Wendeltreppen, Gewinden und Spiralbohrern.
Eine Schraublinie ist eine einfache mathematisch und technisch interessante räumliche Kurve. Ellipsen gibt es zwar auch im Raum, aber sie sind immer ebene Kurven.
Schraublinien lassen sich leicht mit Hilfe eines straff gespannten Fadens zwischen zwei Zylinderpunkten herstellen (s. Bild). D. h., sie sind die kürzesten Verbindungen zweier Punkte auf einem Zylinder. Das erkennt man auch an der besonders einfachen Abwicklung einer Schraublinie: Die Abwicklung einer Schraublinie ist eine Gerade.
Man beachte:
1. Dieser Artikel behandelt nicht Eigenschaften und Vorkommen von Schraublinien (s. hierzu den Artikel Helix), sondern zeigt, wie man Projektionen von Schraublinien mit Mitteln der Darstellenden Geometrie (Zirkel und Lineal) konstruiert.
2. In Büchern über Darstellende Geometrie wird oft die Bezeichnung Schraublinie (analog zu Schraubfläche) verwendet[1][2] im Gegensatz zu der sonst üblichen Bezeichnung Schraubenlinie.

## Parameterdarstellung und Bezeichnungen
Man kann sich eine Schraublinie als eine Kurve auf einem senkrechten Kreiszylinder vorstellen, die in jedem Punkt dieselbe Steigung gegenüber der Ebene des Basiskreises hat. Ist die Zylinderachse die {\displaystyle z}-Achse und beginnt die Kurve im Punkt {\displaystyle (r,0,0)}, so lässt sich die Schraublinie durch die Parameterdarstellung
- {\displaystyle (r\cos t,r\sin t,ct)\ ,\ c\neq 0}

beschreiben. Dabei ist {\displaystyle r} der Radius des Zylinders und {\displaystyle c} der Schraubparameter.
Für {\displaystyle c>0} nennt man die Schraublinie rechtsgängig,
für {\displaystyle c<0} linksgängig.
(Für {\displaystyle c=0} ist die Kurve ein Kreis.)

Tangenten einer Schraublinie

Den Höhenunterschied, den ein Kurvenpunkt durch Veränderung des Parameters {\displaystyle t} um {\displaystyle 2\;\pi } überwindet, ist
- die Ganghöhe {\displaystyle h=c2\pi }.
- Die Steigung (der Tangens des Steigungswinkels) der Kurve (d. h. der Tangente) gegenüber der {\displaystyle x}-{\displaystyle y}-Ebene ist konstant {\displaystyle c/r}. Hieraus folgt, dass
- die Abwicklung der Kurve eine Gerade der Steigung {\displaystyle c/r} ist.

Diese Eigenschaft lässt sich umkehren, um eine Schraublinie als Aufwicklung einer Geraden auf einen Zylindermantel herzustellen (s. Bild).
- Jede Geodätische (kürzeste Verbindung zweier Punkte) auf dem Zylinder ist eine Schraublinie.

## Grundriss, Aufriss und Tangenten
Grund- und Aufriss einer Schraublinie, deren Achse senkrecht auf der Grundrisstafel steht, lassen sich leicht herstellen:
Gegeben sei: Der Radius {\displaystyle r} des zugehörigen Zylinders, die Ganghöhe {\displaystyle h} und der Punkt {\displaystyle P_{0}} der Schraublinie auf dem Basiskreis des Zylinders.

Schraublinie: Punktkonstruktion in Grund- und Aufriss, Tangentenkonstruktion (rechts)

Der Grundriss der Schraublinie ist der Basiskreis des Zylinders, auf dem die Schraublinie liegt (wichtig für die Tangentenkonstruktion).
Um die Aufrisse einer Reihe von Punkten {\displaystyle P_{0},P_{1},\dotsc ,P_{n}} der Schraublinie zu bestimmen, wählt man Punktepaare des Grundkreises so aus, dass sie auf einem Durchmesser liegen und benachbarte Punkte einen Winkelabstand von {\displaystyle 45^{\circ }} (wie in dem Bild) oder {\displaystyle 30^{\circ }} oder {\displaystyle 15^{\circ }} besitzen. Der Winkelabstand sollte immer so gewählt werden, dass zu jedem Punktepaar auf einem Durchmesser auch das Punktepaar auf dem zugehörigen orthogonalen Durchmesser vorkommt.
Nun trägt man im Aufriss die Ganghöhe {\displaystyle h} auf der Zylinderachse an, unterteilt diesen Abschnitt in {\displaystyle n} gleiche Teile und zeichnet jeweils die zugehörige Höhenlinie ein. Der Schnittpunkt des Ordners zu Punkt {\displaystyle P_{i}} mit der {\displaystyle i}-ten Höhenlinie liefert den Aufriss des Punktes {\displaystyle P_{i}}. Soll mehr als eine Windung gezeichnet werden, setzt man das Verfahren nach oben fort (s. Bild).
Tangentenkonstruktion: Der Grundriss der Tangente in einem Punkt der Schraublinie ist einfach die zugehörige Tangente an den Grundrisskreis (s. rechtes Bild). Um die Aufrisse der Tangenten zu bestimmen, wählt man einen Punkt {\displaystyle S} auf der Zylinderachse und verschiebt alle Tangenten in diesen Punkt. Die Tangenten sind dann Erzeugende eines Kegels mit Spitze {\displaystyle S}. Hat {\displaystyle S} die Höhe {\displaystyle c={\tfrac {h}{2\pi }}}, so treffen alle Tangenten den Basiskreis in einem der gewählten Punkte. Den so von allen Tangenten der Schraublinie erzeugten Kegel nennt man Richtkegel.
Z. B.: Der Aufriss der Tangente im Punkt {\displaystyle P_{1}} (lila) ist die Parallele zur zugehörigen Erzeugenden des Richtkegels. Entsprechendes gilt für den Aufriss der Tangente im Punkt {\displaystyle P_{3}} (grün).
Nun zeichnet man freihändig oder mit Hilfe eines Kurvenlineals eine Kurve durch die Aufrisspunkte, die die konstruierten Tangenten berührt.
Anhand der Parameterdarstellung oder dem Bild (Grund- und Aufriss) erkennt man:
- Der Aufriss der Schraublinie ist eine Sinuskurve.

## Orthogonale Parallelprojektion

Konstruktion einer orthogonalen Parallelprojektion einer Schraublinie an einem gekippten Zylinder

Zur Herstellung einer allgemeineren Orthogonalprojektion kann man den Zylinder samt Schraublinie um einen Winkel {\displaystyle \delta } um einen Durchmesser des Grundkreises kippen.
1. Wähle für den neuen Riss (O-Riss) die Position des Mittelpunktes des Basiskreises und stelle hierzu in einem Seitenriss den gekippten Zylinder samt den Höhenmarkierungen der zu zeichnenden Punkte dar.
2. Der Basiskreis erscheint im O-Riss als Ellipse, deren große Halbachse der Kreisradius ist. Im Seitenriss erscheint der Basiskreis als Strecke (lila), deren Endpunkte über Ordner die fehlenden Scheitel der Ellipse im O-Riss liefern. Damit ist die Ellipse eindeutig bestimmt und lässt sich mit einer der zur Verfügung stehenden Verfahren (siehe Ellipsen zeichnen) zeichnen. Da die Ellipse nicht Teil der zu zeichnenden Projektion der Schraublinie ist, genügt es, die 8 Grundrisspunkte, dafür aber exakt, mit Hilfe der de-la-Hire-Methode oder des Seitenrisses (Umklappen des Basiskreises in die Bildtafel) zu zeichnen.
3. Dreht man im O-Riss den Basiskreis (Ellipse) in die Bildtafel, erscheint der Basiskreis in wahrer Gestalt und es können die Grundrisse der zu zeichnenden Punkte (1, 2, …, 12) der Schraublinien eingezeichnet werden. Zurückdrehen des Kreises liefert die Grundrisspunkte im O-Riss (auf der Ellipse).
4. Um einen Punkt der Schraublinie im O-Riss antragen zu können, benötigt man jeweils die durch das Kippen verkürzte Höhe (rot) über dem jeweiligen Grundrisspunkt (im Bild: Konstruktion des Punktes {\displaystyle P_{9}}).
5. Die jeweiligen Tangenten lassen sich, wie bei Grund- und Aufriss, mit Hilfe des Richtkegels einzeichnen.
6. Nach Konstruktion der Schraublinienpunkte samt Tangenten im O-Riss lässt sich die Schraublinie freihand oder mit Hilfe eines Kurvenlineals zeichnen.

Weitere Beispiele für orthogonale Projektionen

Weitere Beispiele orthogonaler Projektionen
- Kippt man den Zylinder so weit, dass die Projektion der Spitze des Richtkegels auf dem Bild des Basiskreises liegt, so hat die Orthogonalprojektion einer Schraublinie eine Spitze. In diesem Fall sind die Projektionsstrahlen parallel zu einer Tangente der Schraublinie (Abbildung rechts, linkes Bild).
- Bei weiterem Kippen erhält das Bild der Schraublinie eine Schleife (Abbildung rechts, rechtes Bild). Man rechnet nach: Die Orthogonalprojektion einer Schraublinie ist das affine Bild einer eventuell verlängerten oder verkürzten Zykloide.

## Schiefe Parallelprojektion: Vogelperspektive

Vogelperspektive

Eine Vogelperspektive (Militärprojektion), bei der die Bildtafel die Basiskreisebene des Zylinders ist, lässt sich einfacher herstellen, da der Basiskreis fest bleibt. Es muss hier also keine Ellipse konstruiert werden. Der Preis dafür ist die schlechtere Bildwirkung.
1. Zuerst zeichnet man den Basiskreis und die darauf liegenden (hier 8) Grundrisse der 12 zu zeichnenden Punkte der Schraublinie.
2. Man zeichnet einen dem Grundriss zugeordneten Seitenriss und trägt die Höhen der Punkte {\displaystyle P_{0},\dotsc ,P_{12}} auf der Zylinderachse ab.
3. Die schräge Projektionsrichtung wird durch den Winkel {\displaystyle \beta } festgelegt.
4. In der Zeichnung wird der Achsenpunkt {\displaystyle A_{9}} auf die Grundrissebene projiziert und die dadurch bestimmte Höhe von {\displaystyle P_{9}} (rot) in die Bildtafel (Grundrissebne) über dem zugehörigen Grundrisspunkt angetragen.
5. Die Tangenten lassen sich analog zum Grund- und Aufrissfall mit Hilfe des Richtkegels bestimmen.

Grundriss, Aufriss und orthogonale Parallelprojektion einer Wendeltreppe

6. Zeichnen der Kurve.

## Wendeltreppe
Für eine Wendeltreppe verschraubt man eine vorgegebene 1. Stufe. Jeder Punkt bewegt sich dabei auf einer Schraublinie. Grundriss, Aufriss und die orthogonale Parallelprojektion lassen sich mit den hier beschriebenen Methoden konstruieren.

## Zentralprojektion

### Bildtafel parallel zur Schraubachse

Zentralprojektion einer Schraublinie in Architektenanordnung

Für eine Zentralprojektion einer Schraublinie mit Hilfe der Architektenanordnung werden in diesem Abschnitt die folgenden Voraussetzungen gemacht:
1. Die Achse der Schraublinie ist senkrecht. Sie ist durch ihren Grundriss und die Höhen der zu zeichnenden Punkte auf der Zylinderachse in einem vereinfachten Aufriss gegeben.
2. Die Bildtafel {\displaystyle \pi } ist senkrecht und enthält der Einfachheit halber die Zylinderachse. Sie ist im Grundriss zusammen mit dem Augpunkt {\displaystyle O} gegeben. Der Aufriss (rechts) zeigt die Zylinderachse mit den Höhenangaben der zu zeichnenden Punkte und den Aufriss des Horizonts {\displaystyle h}.
3. Zunächst werden der Horizont {\displaystyle h} (Parallele zu {\displaystyle h'}), der Hauptpunkt {\displaystyle H}, die Fluchtpunkte {\displaystyle F_{1},F_{2}} der schrägen Kreisdurchmesser und mit Hilfe des Aufrisses (rechts) die Zylinderachse mit den Höhenpunkten {\displaystyle A_{0},A_{1},\dotsc } in das Bild (oberhalb des Grundrisses) eingezeichnet.
4. Bestimmung von {\displaystyle P_{0}} (im Bild): Im Grundriss wird der Grundriss {\displaystyle 0'} von {\displaystyle P_{0}} auf den Grundriss {\displaystyle \pi '} Bildtafel projiziert und der zugehörige Ordner in das Bild (oben) eingezeichnet. Da {\displaystyle P_{0}} auf dem Lot zur Bildtafel durch {\displaystyle A_{0}} liegt, ist der Schnittpunkt dieses Lotes (Gerade {\displaystyle HA_{0}}) mit dem gezeichneten Ordner das gesuchte Bild (mit {\displaystyle 0} bezeichnet) des Punktes {\displaystyle P_{0}}.
5. Das Bild des Punktes {\displaystyle P_{1}} liegt auf dem zugehörigen Ordner und der Geraden {\displaystyle F_{1}A_{1}}.
6. Da {\displaystyle P_{2}} in der Bildtafel auf dem Horizont liegt, schneidet man hier den Ordner mit dem Horizont.
7. {\displaystyle P_{3},\dotsc ,P_{8}} analog.
8. Da die Konstruktion der jeweiligen Tangente zu aufwändig ist, wird sie hier weggelassen und die Kurve freihändig oder mit einem Kurvenlineal gezeichnet. Zur Verbesserung des Ergebnisses kann man die Anzahl der Punkte erhöhen.

Beispiel: Wendeltreppe

Zentralprojektion einer Treppe bei senkrechter Bildtafel

Das Bild zeigt die Zentralprojektion einer Wendeltreppe bei senkrechter (zur Schraubachse paralleler) Bildtafel. Der Hauptpunkt ist {\displaystyle H}. Die Stufen und Schraublinien lassen sich mit der hier gezeigten Architektenanordnung konstruieren.

### Bildtafel senkrecht zur Schraubachse

Zentralprojektion einer Schraublinie als hyperbolische Spirale

Zentralprojektion einer Wendeltreppe, H und O auf der Achse

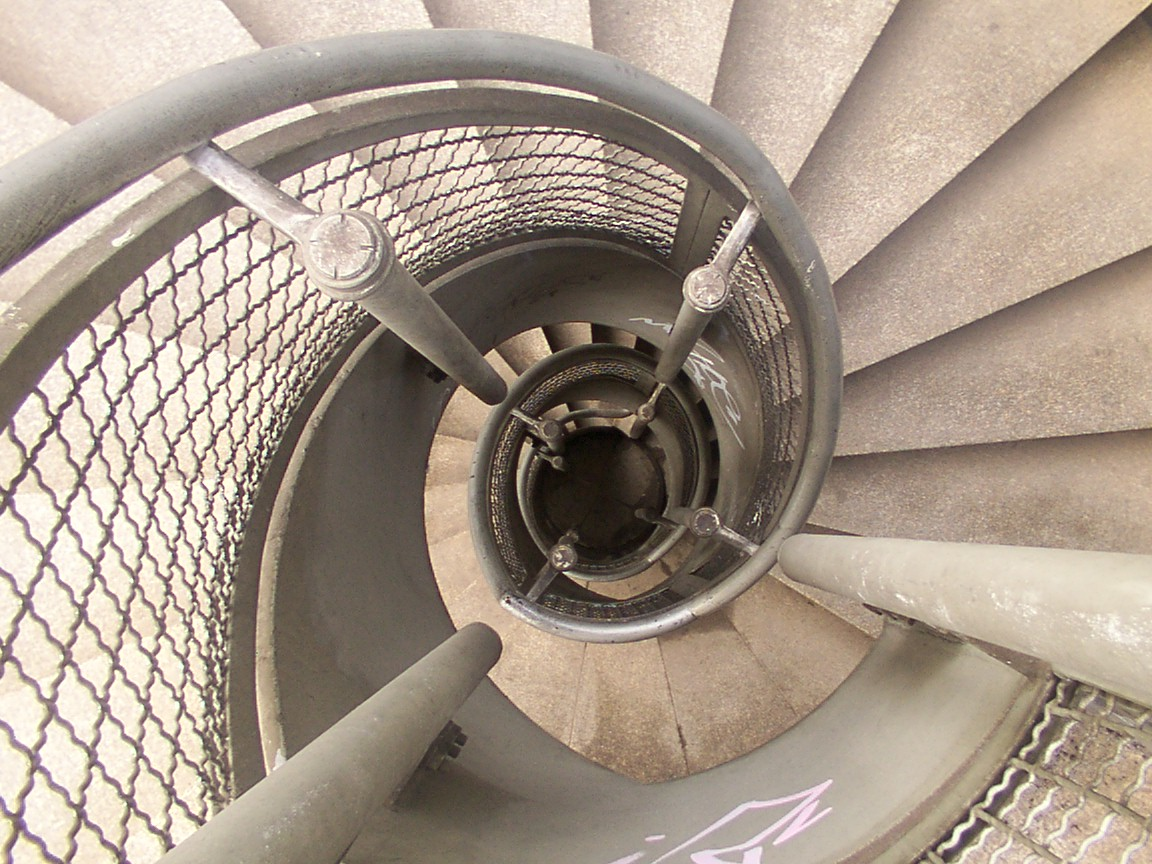
Hyperbolische Spirale bei einem Blick durch eine Wendeltreppe

In diesem Fall wird angenommen, dass der Hauptpunkt {\displaystyle H} und der Augpunkt {\displaystyle O} auf der Zylinderachse liegen. Um das Bild mit Hilfe einer Architektenanordnung bei senkrechter Bildtafel zeichnen zu können, wird angenommen, dass der obige Aufriss einer Schraublinie (Sinuskurve) hier als Grundriss verwendet wird. Aus zeichnentechnischen Gründen wird der Augpunkt in einem gewissen Abstand vor dem Mittelpunkt des vorderen Deckelkreises gelegt und die Bildtafel schneidet den Zylinder im lila Kreis (s. Bild). Dieser Kreis wird unverzerrt abgebildet. Der vordere Kreis erscheint als vergrößerter Kreis, der hintere Kreis verkleinert. Die Zylindergeraden werden in diesem Fall auf einander in {\displaystyle H} scheidende Geraden (Tiefenlinien) abgebildet. Die Konstruktion einzelner Bildpunkte der Schraublinie erfolgt wie im vorigen Beispiel. Um die Asymptote der entstehenden hyperbolischen Spirale zu bestimmen, konstruiert man Spurpunkt und Fluchtpunkt der Tangente im Verschwindungspunkt {\displaystyle 14}. Das Bild der horizontalen Tangente erscheint im Bild als senkrechte Gerade.
Nachweis, dass die Bildkurve eine hyperbolische Spirale ist:
Annahme: Die Zylinderachse ist die {\displaystyle z}-Achse, der Hauptpunkt {\displaystyle H=(0,0,0)} und der Augpunkt {\displaystyle O=(0,0,d)}, wobei {\displaystyle d} die Distanz (der Abstand zwischen Augpunkt und Hauptpunkt) ist. In diesem Fall wird ein Punkt {\displaystyle (x,y,z)^{T}} auf den Punkt {\displaystyle \;{\tfrac {d}{d-z}}(x,y)\;} abgebildet (s. Zentralprojektion).
Das Bild der Schraublinie {\displaystyle (r\cos t,r\sin t,ct)^{T}} ist die Kurve
{\displaystyle \;{\tfrac {dr}{d-ct}}(\cos t,\sin t)\;}. Die Polardarstellung dieser Kurve ist
{\displaystyle \rho ={\frac {dr}{d-ct}}\;.}
Diese Gleichung beschreibt eine hyperbolische Spirale, da sie in der {\displaystyle \rho }-{\displaystyle t}-Ebene eine Hyperbel darstellt.
Für den Parameter {\displaystyle t_{0}=d/c} hat die Polardarstellung eine Polstelle und die Schraublinie schneidet die Verschwindungsebene (die zur Bildtafel parallele Ebene durch den Augpunkt). Nur der Teil der Kurve mit {\displaystyle t<t_{0}} liegt vor der Verschwindungsebene und ist sichtbar.
Das Bild der Schraublinie (Spirale) besitzt die Gerade mit der Gleichung
{\displaystyle \sin(t_{0})x-\cos(t_{0})y=t_{0}r}
als Asymptote. Der Nachweis ergibt sich durch Berechnung des Abstandes eines Kurvenpunktes von der Geraden und dem Grenzwert davon für {\displaystyle t\to t_{0}} unter Beachtung des Additionstheorems für Sinus und des Grenzwertes {\displaystyle \lim _{x\to 0}{\tfrac {\sin x}{x}}=1}.
Die Asymptote der Spirale ist das Bild der Tangente im Verschwindungspunkt der Schraublinie.
Der Ast der Spirale mit {\displaystyle t>t_{0}} (hier nicht gezeichnet) ist das Bild des Teils der Schraublinie, der hinter der Verschwindungsebene liegt und damit unsichtbar ist.
Spiralförmige Kurven entstehen immer, wenn die Bildtafel nicht parallel zur Zylinderachse ist.

## Belege
1. ↑  Graf, Barner
2. ↑  Strubecker